# Amphisbaena (Fabelwesen)

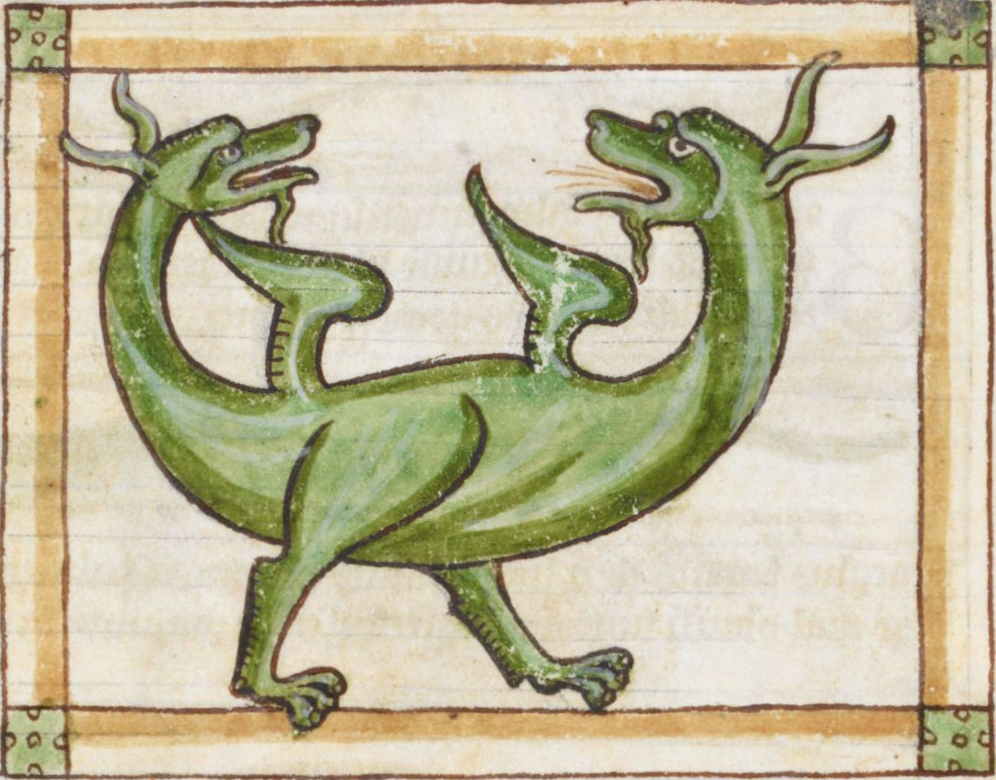
Amphisbaena (Harley-Bestiarium MS 3244, 13. Jahrhundert, British Library)

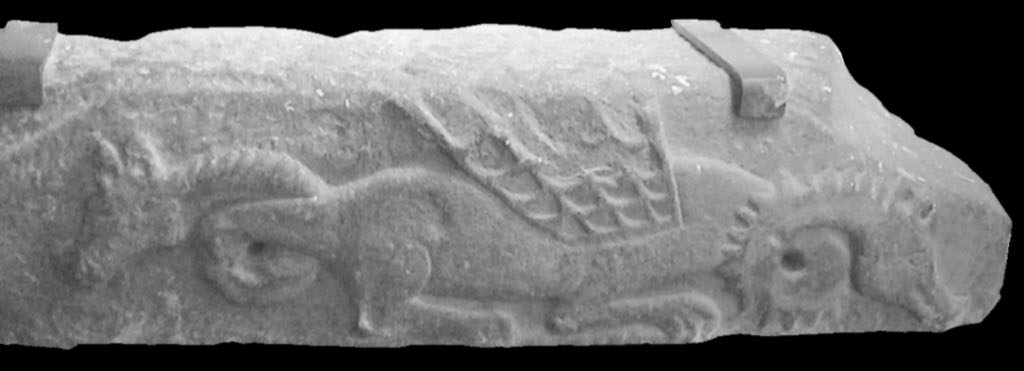
Darstellung einer Amphisbaene auf einem mittelalterlichen Relief (Museum Rock of Cashel, Irland)

Die Amphisbaena oder Amphisbaene (auch: Amphisbaina, Amphisboena, Fenmine) ist ein Fabelwesen aus der griechischen Mythologie. Sie wird als zweiköpfige, meistens geflügelte Schlange oder als Drache geschildert; die beiden Köpfe befinden sich an den entgegengesetzten Enden des Körpers. Der Name setzt sich aus dem griechischen amphi (ἀμφἰ „beide“) und bainein (βαίνειν „gehen“) zusammen; die Amphisbaene vermag sich dank ihrer zwei Häupter in beide Richtungen fortzubewegen.
In der Heraldik ist die Amphisbaene ein selten verwendetes Wappentier (gemeine Figur); sie wird als Schlange, Drache oder sogar als pferdeähnliches Wesen dargestellt.
Das Fabelwesen ist auch ein Beispiel für die Doppelköpfigkeit von Wappenfiguren in der Heraldik.

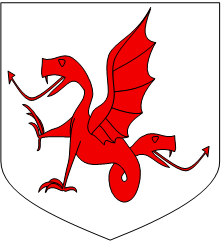
Beispiel
Wappen von Zapolice

In antiken Berichten heißt es, dass eine tote Amphisbaene, um den Körper gewickelt, das beste Heilmittel gegen eine Erkältung sei; nagle ein Holzfäller den Kadaver an einen Baum, könne er diesen mit Leichtigkeit fällen.
Der Amphisbaena sehr ähnlich ist der Ouroboros, ein Fabelwesen in Gestalt einer Schlange, welche sich in den eigenen Schwanz beißt.
In der antiken Literatur kommt die Amphisbaena vor in Isidor von Sevillas Etymologia (Buch 12, 4.20), in Lukans Pharsalia (Buch 9, 719) und in Plinius’ Naturalis historiae (Buch 8, 23.35).